# Synagoge „Friedenstempel“ Halensee

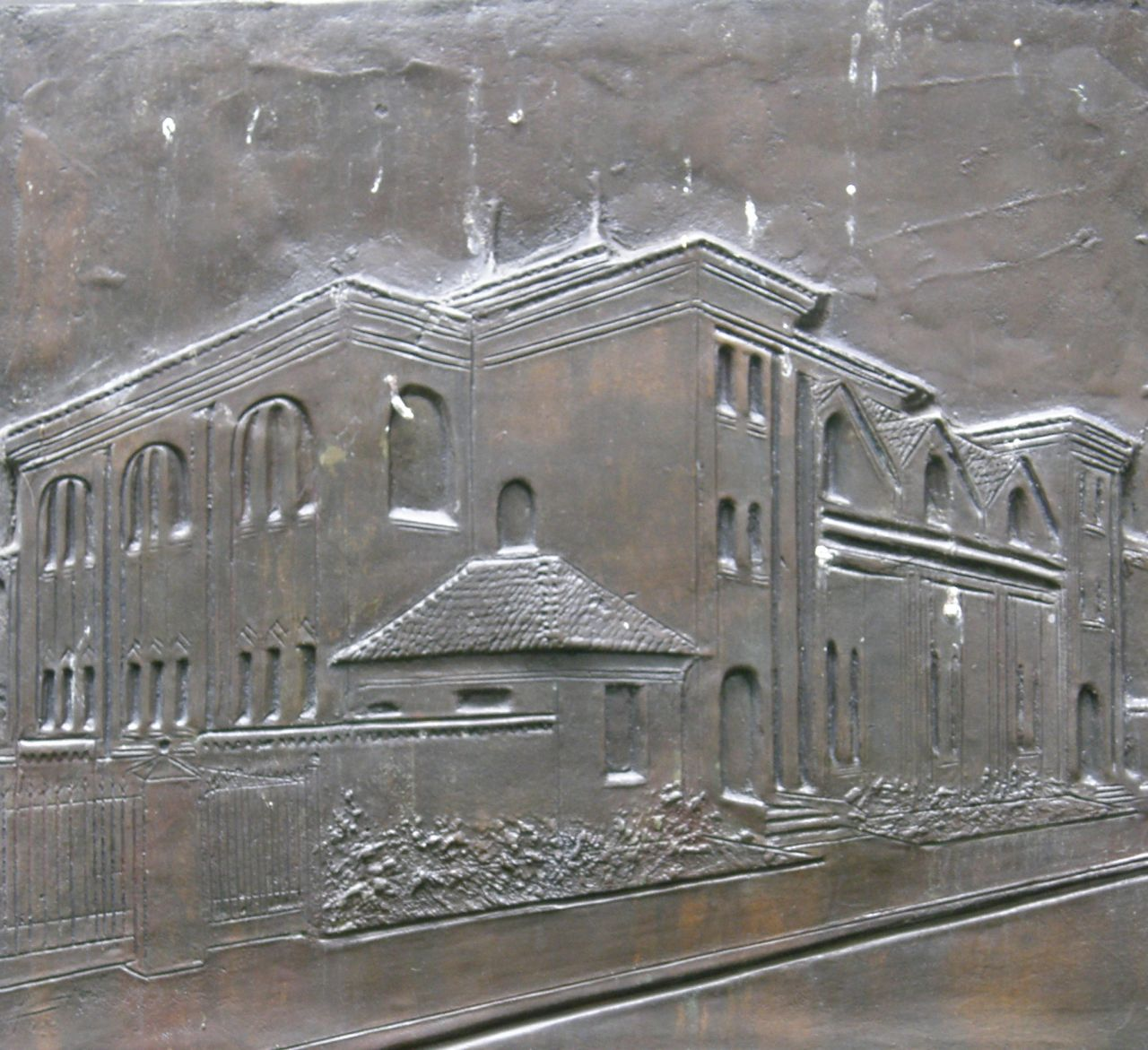
Relief der Synagoge „Friedenstempel“ Halensee

Die Synagoge „Friedenstempel“ Halensee war eine Synagoge für jüdische Gläubige im Bereich des heutigen Berliner Ortsteils Halensee. Sie befand sich auf dem Grundstück Markgraf-Albrecht-Straße 11/12 unweit des Kurfürstendamms. Von Nationalsozialisten gelegte Brände während der Novemberpogrome 1938 führten zu schweren Brandschäden der Synagoge. 1959 wurde sie abgerissen.

## Geschichte

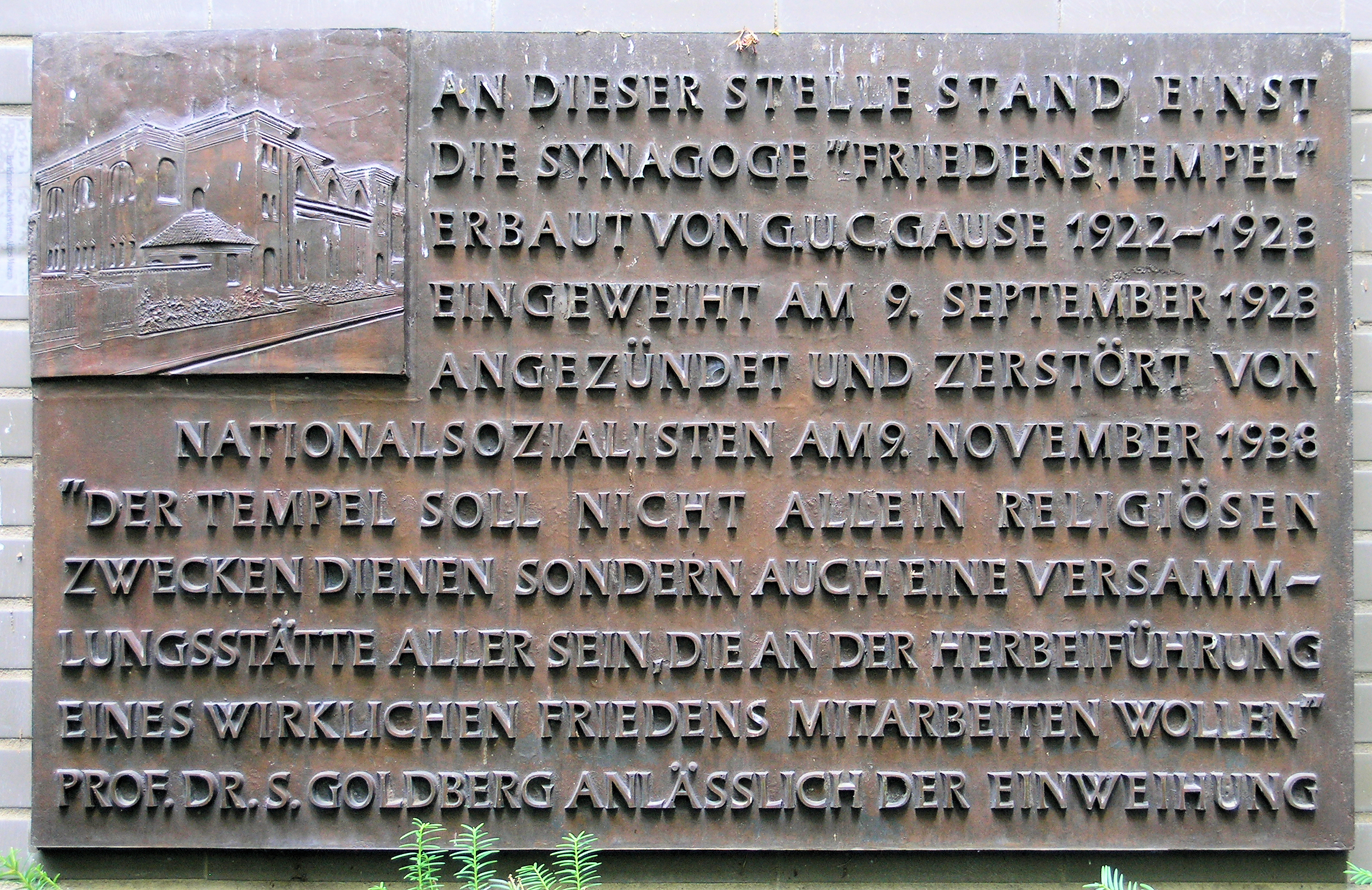
Gedenktafel am Haus Markgraf-Albrecht-Straße 11 in Berlin-Halensee

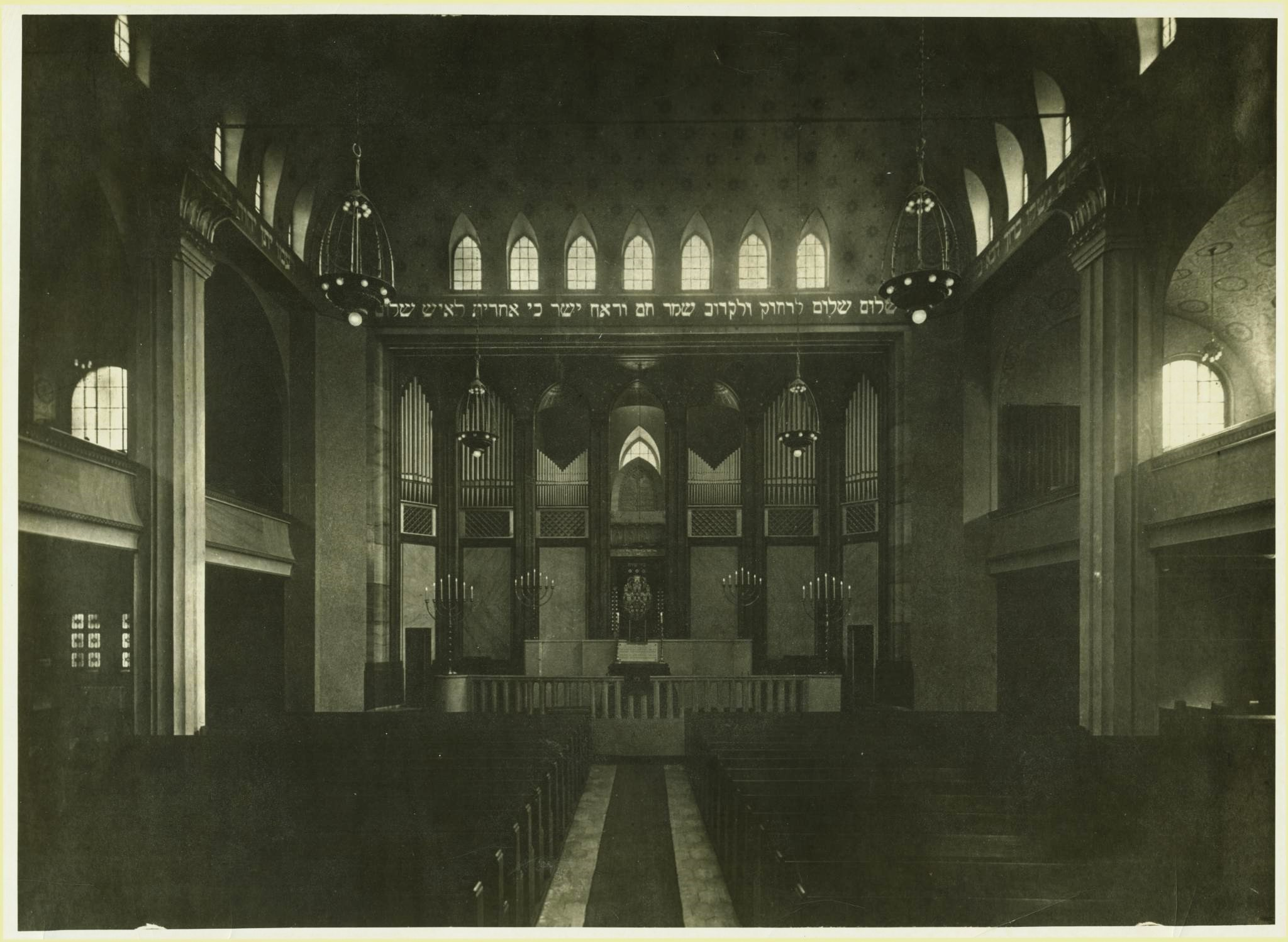
Synagoge „Friedenstempel“ Halensee Innenansicht 1932

Der Besitzer des Lunaparks am Halensee, Salomon Goldberg, wollte seinen in der Provinz Posen als Kantor tätigen Vater Eduard Goldberg nach Berlin holen. Hierfür plante er die Errichtung eines Bethauses, in welchem der Vater als Kantor hätte tätig werden sollen. Als Bauland erwarb Goldberg 1922 ein Ackergelände an der Markgraf-Albrecht-Straße, einer Querstraße des Kurfürstendamms.
Gleichzeitig gab es innerhalb der jüdischen Bevölkerung von Halensee und Umgebung zu dieser Zeit die Bestrebung, eine Synagoge zu errichten, in der Gottesdienst nach liberalem Ritus abgehalten werden sollte.
Trotz des plötzlichen Todes von Eduard Goldberg unterstützte und finanzierte Salomon Goldberg nun die Pläne zur Errichtung einer neuen Synagoge. 1923 wurde der Synagogenverein „Friedenstempel“ gegründet, dessen Vorstandsvorsitzender Goldberg wurde. Der Synagogenverein ließ durch das Baugeschäft G. & C. Gause die neue Synagoge errichten. Im Zentrum des architektonisch schmucklosen Baus befand sich ein einfacher Saal mit einem hohen Mittelraum. Im Bereich des Deckenübergangs bildeten umlaufende spitzbogige Fenster einen oberen Raumabschluss. An der Ostseite des Raums befanden sich Orgel und Toraschrein. Dieser Bereich war durch Lisenen feiner gegliedert. Die Synagoge bot Platz für 1450 Gläubige, die, wie damals noch üblich, nach Geschlechtern getrennt saßen. Es gab 864 Plätze für Männer und 586 für Frauen. Die Einweihung der Synagoge fand am 9. September 1923 zeitgleich mit der Einweihung der Synagoge Grunewald statt. Goldberg formulierte in seiner Rede zur Einweihung: „Der Tempel soll nicht allein religiösen Zwecken dienen, sondern auch eine Versammlungsstätte aller sein, die an der Herbeiführung eines wirklichen Friedens mitarbeiten wollen.“ An der Fassade wurde eine Gedenktafel angebracht: „Der ‚Friedenstempel‘ wurde erbaut im Andenken an unsere gottseligen Eltern Eduard und Sara Goldberg, Jakob und Marie Altmann. Berlin-Wilmersdorf den 9. September 1923. Familie Goldberg, Familie Altmann“. Jakob und Marie Altmann waren die Schwiegereltern von Salomon Goldberg.
Der Ritus des Gottesdienstes soll letztendlich eine Art Mischung aus liberalem und orthodoxem Ritus, also ein orthodoxer Gottesdienst mit gemischtem Chor und Orgelbegleitung, gewesen sein. Zusätzlich wurde wochentags und am Sabbat ein rein orthodoxer Gottesdienst in einem Nebengebäude angeboten.
Nachdem Goldberg 1928 in finanzielle Schwierigkeiten geriet und der Synagogenverein den Betrieb nicht alleine fortführen konnte, erwarb die Jüdische Gemeinde Berlin am 2. Mai 1929 die Synagoge und führte sie fortan als Gemeindesynagoge. Als Rabbiner wirkten hier unter anderem Benno Gottschalk und Joachim Prinz, Gemeinderabbiner war Ignaz Maybaum.
In der Reichspogromnacht vom 9. auf den 10. November 1938 legten Nationalsozialisten auch in der Synagoge „Friedenstempel“ Halensee Brände, die zu schweren Brandschäden führten.
1959 wurde die Ruine der Synagoge abgebrochen und durch Wohnbauten ersetzt. An diesen wurde am 9. November 1988 eine Gedenktafel enthüllt.

## Belege
1. ↑  Harold Hammer-Schenk: Synagogen in Deutschland. Geschichte einer Baugattung im 19. und 20. Jahrhundert (1780–1933). Christians, Hamburg 1981, S. 513.
2. ↑  Max Sinasohn: Die Berliner Privatsynagogen und ihre Rabbiner 1671–1971. Zur Erinnerung an das 300-jährige Bestehen der Jüdischen Gemeinde zu Berlin. Selbstverlag, Jerusalem 1971, S. 81.
3. ↑  Berlin.de.
4. ↑  Hainer Weißpflug: Synagoge „Friedenstempel“ Halensee. In: Hans-Jürgen Mende, Kurt Wernicke (Hrsg.): Berliner Bezirkslexikon, Charlottenburg-Wilmersdorf. Luisenstädtischer Bildungsverein. Haude und Spener / Edition Luisenstadt, Berlin 2005, ISBN 3-7759-0479-4 (luise-berlin.de – Stand 7. Oktober 2009).

Koordinaten: 52° 29′ 59,1″ N, 13° 17′ 55,8″ O